# اتحاد جيبوتي لكرة القدم
تأسس الاتحاد الجيبوتي لكرة القدم في عام 1979 وانضم إلى الإتحاد الدولي لكرة القدم في 1994 وإنضم إلى الاتحاد الأفريقي لكرة القدم في 1994.